# Equipe cubana na Copa Davis
A equipe cubana na Copa Davis representa Cuba na Copa Davis, principal competição de tênis masculina por equipes do mundo. É administrada pela Federación Cubana de Tenis de Campo.